# زیر آب پیما

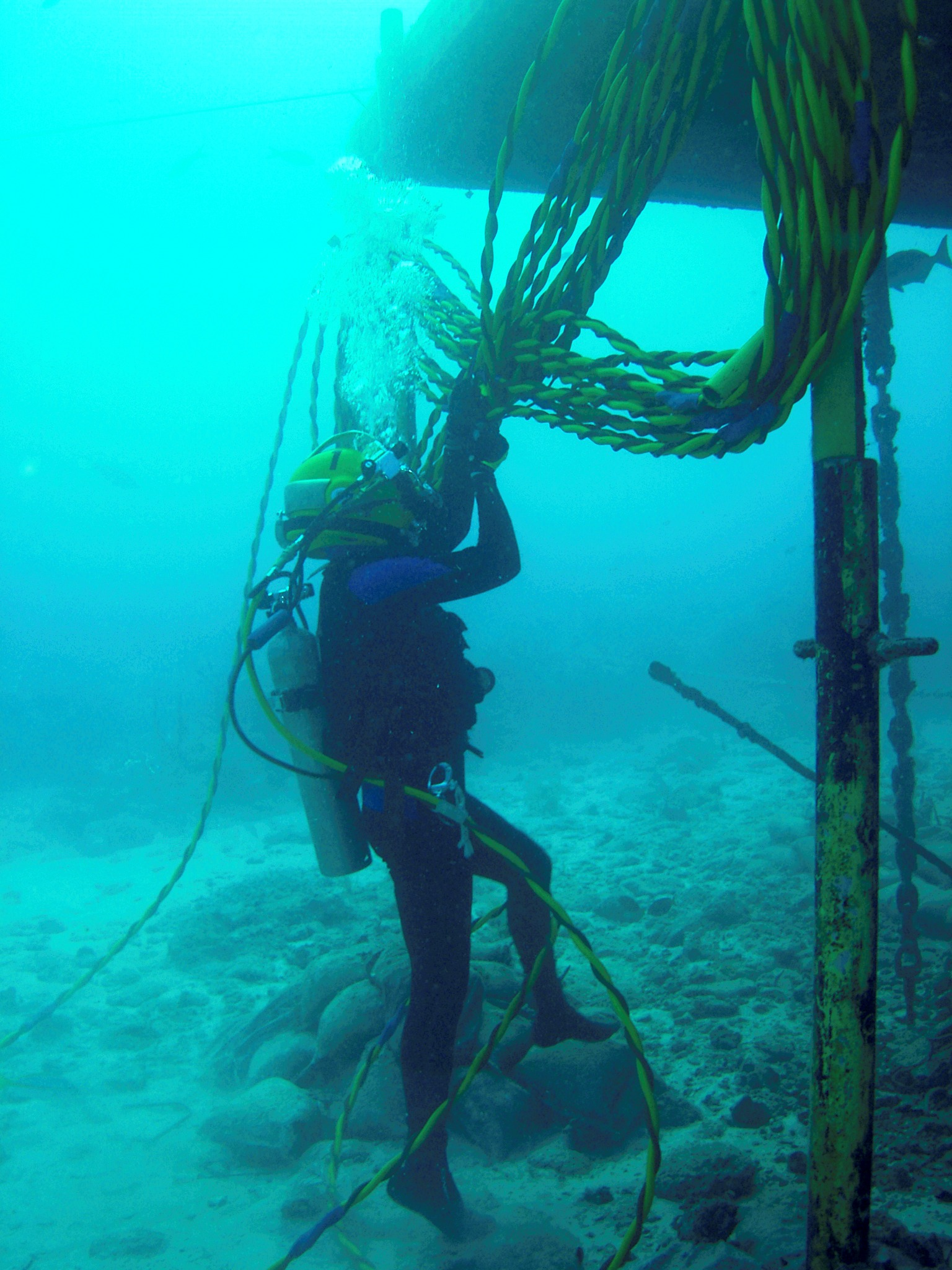
یک زیر آب پیما در محیط آزمایشگاهی

زیر آب پیما شخصی است که زیر آب می‌ماند و به مدت طولانی با فشار محیط تنفس می‌کند تا غلظت اجزای گاز تنفسی حل شده در بافت‌های بدن به حالت تعادل برسد، در وضعیتی که به اشباع معروف است. همچنین ممکن است به کسانی اطلاق شود که درون محفظه ای در زیر آب آن محیط را مطالعه می‌کند. معمولاً این کار در یک زیستگاه زیر آب در کف دریا به مدت ۲۴ ساعت مداوم یا بیشتر بدون بازگشت به سطح انجام می‌شود. کاربرد این اصطلاح اغلب به دانشمندان و دانشگاهیان محدود می‌شود.